# Eriphosoma mermudes
Eriphosoma mermudes là một loài bọ cánh cứng trong họ Cerambycidae.